# Fazenda Bela Vista
A Fazenda Bela Vista, em Santa Leopoldina, foi construída no final do século XIX e hoje restam apenas ruínas. É um bem cultural tombado pelo Conselho Estadual de Cultura do Espírito Santo, inscrição no Livro do Tombo Histórico sob o nº 32 a 68, folhas 4v a 7v. 

## Importância
No livro "Arquitetura: Patrimônio Cultural do Espírito Santo", publicado pela Secretaria de Cultura do Espírito Santo em 2009, vê-se imagem das ruínas ainda com paredes em pé, sem esquadrias, escoradas por grandes barrotes de madeira e cobertas por vegetação verde. Como pode ser visto nas fotografias disponíveis na Wikipédia, em 2022, existiam apenas vestígios dos pilares em pedra e de alguns vãos de esquadrias com suas vergas.
Quando íntegra, "Tratava-se de edificação com planta retangular de grande dimensão, trinta metros de comprimento por nove metros de largura. O térreo, originalmente, abrigava escravos e, mais tarde, implementos agrícolas. No segundo pavimento, se situava uma residência com características tradicionais das construídas no século XIX, em que a sala se liga à cozinha por um extenso corredor ao longo do qual se abrem as portas dos quartos". O térreo tinha vedações em pedra. O andar superior tinha vedações e piso em madeira, com exceção da cozinha. A edificação possuía muitas portas e janelas em ambos os pavimentos. No momento do levantamento para o processo de tombamento, em 1983, havia vestígios de uma varanda posterior ao edifício, por onde seria a entrada para o pavimento superior.

## Tombamento
O edifício foi objeto de um tombamento de patrimônio cultural pelo Conselho Estadual de Cultura, de número 05, em 30 de julho de 1983, Inscr. nº 32 a 68, folhas 4v a 7v. O processo de tombamento inclui quase quarenta imóveis históricos de Santa Leopoldina. No ato de tombamento, é listada como proprietária a Cúria Metropolitana de Vitória.
O tombamento desse edifício e outros bens culturais de Santa Leopoldina foi principalmente decorrente da resolução número 01 de 1983, em que foram aprovadas normas sobre o tombamento de bens de domínio privado, pertencentes a pessoas naturais ou jurídicas, inclusive ordens ou instituições religiosas, e de domínio público, pertencentes ao Estado e Municípios, no Espírito Santo. Nessa norma foi estabelecido que, entre outros pontos:
- "O tombamento de bens se inicia por deliberação do CEC “ex-offício”, ou por provocação do proprietário ou de qualquer pessoa, natural ou jurídica, e será precedido, obrigatoriamente, de processo", ponto 3;
- "Em se tratando de bem(s) pertencente(s) a particular(es), cujo tombamento tenha caráter compulsório, e aprovado o tombamento, o Presidente do CEC expedirá a notificação de que trata o artigo 5°. I do Decreto n° 636-N, de 28.02.75, ao interessado que terá o prazo de 15(quinze) dias, a contar do seu recebimento, para anuir ou impugnar o tombamento", ponto 12.[3]

As resoluções tiveram como motivador a preservação histórico-cultural de Santa Leopoldina contra a especulação imobiliária, que levou à destruição de bens culturais à época.